# Callionima calliomenae
Callionima calliomenae este o specie de molie din familia Sphingidae. Este răspândită în Venezuela, Haiti și Republica Dominicană.  Anvergura este de aproximativ 67 mm.

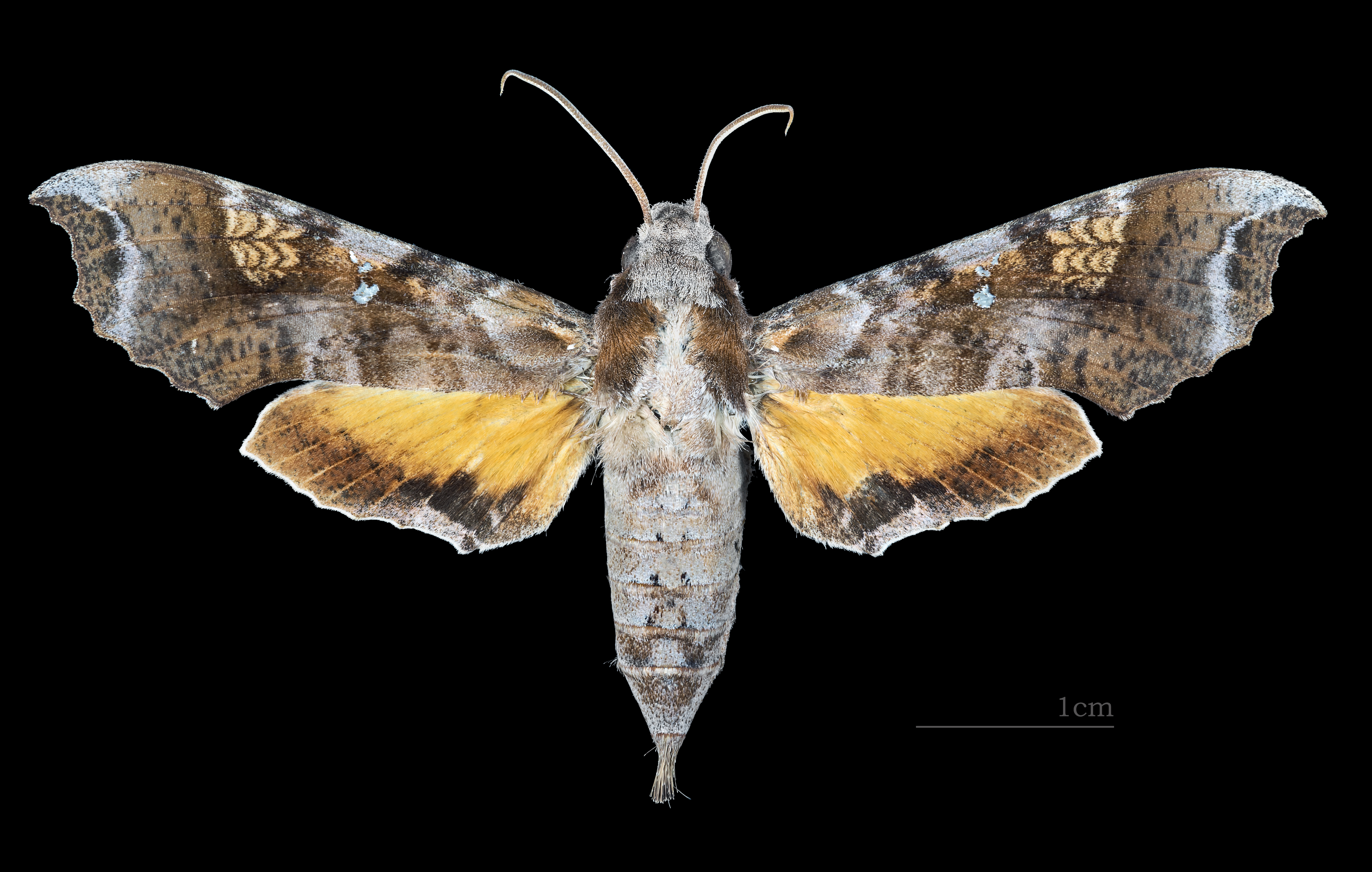
♀
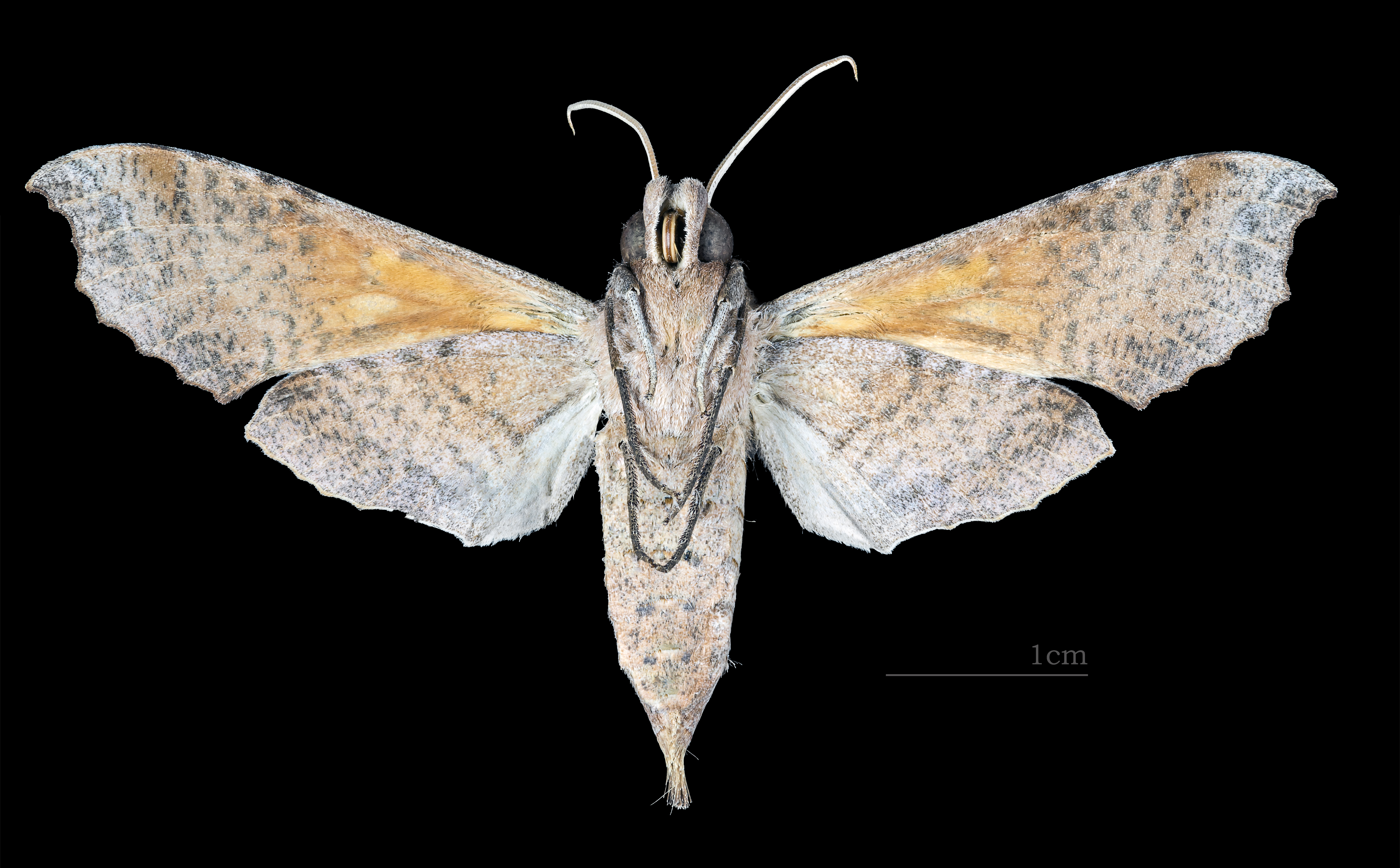
♀ △